# N̈
N̈, ou n̈ (également nommé n tréma) est une lettre de plusieurs alphabets dérivés de l'alphabet latin, comme le boruca, le cabécar, le chuj, le créole du Cap-Vert, le jacaltec, le jicaque de la Flor, le malgache, le nawdm, ou l’ocaina. Elle a aussi été utilisée en shibushi. Elle est composée de la lettre N diacritée par un tréma.

## Linguistique
En créole du Cap-Vert, dans certains dialectes malgaches, et en jacaltec, il représente une consonne occlusive nasale vélaire voisée (représentée par /ŋ/ dans l'alphabet phonétique international).
En nawdm, le n tréma est utilisé pour distinguer le n fait partie d’une séquence de consonnes distinctes plutôt qu’une partie de digramme.
En ocaina, le n tréma représente un n long [nː].

## Autres usages
Le n̈ apparaît dans le nom du groupe fictif de heavy metal Spin̈al Tap, une parodie du tréma utilisé de façon récurrente par plusieurs véritables groupes.
On rencontre également la lettre n̈ dans le prénom « Jean̈ », un personnage de L'Arrache-cœur de Boris Vian. Le roman fait grand usage de trémas situés à des emplacements inhabituels et la prononciation du prénom est laissée à la discrétion du lecteur.

## Représentations informatiques
La lettre n̈ n'apparaît que dans très peu de langues et n'est pas directement saisissable sur les dispositions de claviers les plus courants. Elle ne fait par ailleurs pas l'objet d'une entité de caractère spécifique d'XML et du HTML.
La lettre N tréma peut être représenté par les caractères Unicode suivant (latin de base, diacritiques) :
| formes    | représentations | chaînes de caractères | points de code | descriptions                                |
| --------- | --------------- | --------------------- | -------------- | ------------------------------------------- |
| capitale  | N̈               | N◌̈                    | U+004E U+0308  | lettre majuscule latine n diacritique tréma |
| minuscule | n̈               | n◌̈                    | U+006E U+0308  | lettre minuscule latine n diacritique tréma |